# Nyctiophylax pexus
Nyctiophylax pexus is een fossiele soort schietmot uit de familie Polycentropodidae.